# Jérôme Demers
Pour les articles homonymes, voir Demers.

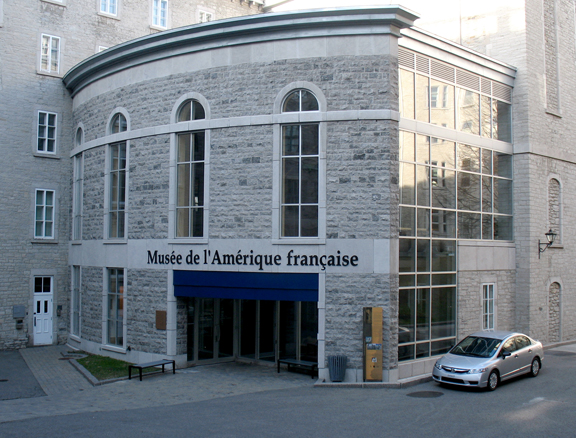
Musée de l'Amérique française dans le pavillon Jérôme-Demers au Séminaire de Québec.

Jérôme Demers (1er août 1774 - 17 mai 1853) est un prêtre et éducateur canadien. Il a également œuvré comme supérieur d'enseignement, vicaire général et auteur. Il est reconnu comme un pédagogue de premier plan, pionnier de l'enseignement des sciences et de la philosophie au Canada français, en même temps qu'acteur important dans la société religieuse et civile de son temps.

## Biographie
Né au Québec à Saint-Nicolas, maintenant un quartier de Lévis, le 1er août 1774, de Jean-Baptiste Demers, cultivateur, et de Geneviève Loignon, il fit ses études à Québec et à Montréal. Il fut ordonné par Mgr Denaut, le 24 août 1798. 
À partir du moment où il entre au Grand séminaire en 1795, il passe pratiquement le reste de sa vie dans la communauté du Séminaire de Québec. Il est professeur au Petit séminaire à partir de 1796, enseignant la grammaire et les lettres jusqu'en 1800, la philosophie et les sciences de 1800 à 1835, la philosophie de 1835 à 1842, et la théologie de 1842 à 1849. Il exerce également pendant longtemps des fonctions de direction: directeur des élèves (1800-1805), procureur (1805-1815), supérieur (1815-1821), procureur (1821-1824), puis de nouveau supérieur (1824-1830).
Il exerce les fonctions de supérieur ecclésiastique à l'Hôtel-Dieu de Québec (1820-1848), grand-vicaire de l'évêque de Québec (1825-1853), encore supérieur du séminaire (1830-1842), conférencier (1842-1849) puis conseiller de l'archevêque de Québec (1850-1853). 
Il est l'auteur de traités de philosophie, de physique, d'astronomie et d'architecture à l'usage de ses élèves. Il fut remarquable dans les sciences, par ses recherches, par la fabrication d'instruments, par la rédaction de manuels de cours, par la création du premier Cabinet de Physique à Québec, par ses leçons d'architecture, par ses cours de Philosophie. Il est décédé à Québec le 17 mai 1853. Un pavillon du Séminaire de Québec est nommé en son honneur.
Jérôme Demers a été l'un des membres les plus distingués de la Société des prêtres du Séminaire de Québec qui se sont illustrés dans l'enseignement et l'éducation. Son nom peut être mis sans crainte, à côté de ceux des Henri de Bernières, Louis Ango de Maizerets, Louis-Jacques Casault, Jean Holmes, Elzéar-Alexandre Taschereau, Joseph-Clovis-Kemner Laflamme. Louis-Joseph Papineau dira plus tard de son ancien maître : « Il est demeuré mon ami, mon conseil, mon consolateur dans des moments de profonde douleur." (Claude Galameau, « Demers, Jérôme », dans Dictionnaire biographique du Canada, VIII, p. 239).

## Hommages
La rue Demers a été nommée en son honneur, en 1858, dans la ville de Québec.